# Poradów
Poradów este o arie protejată (sit de importanță comunitară — SCI) din Polonia întinsă pe o suprafață de 11,3 ha, integral pe uscat.

## Localizare
Centrul sitului Poradów este situat la coordonatele 50°19′51″N 20°03′17″E / 50.3308°N 20.0547°E.

## Înființare
Situl Poradów a fost declarat sit de importanță comunitară în octombrie 2009 pentru a proteja un număr necunoscut de specii din flora spontană și fauna sălbatică aflate în arealul zonei.

## Biodiversitate
Situată în ecoregiunea continentală, aria protejată conține 1 habitat natural: Pajiști uscate seminaturale și facies de acoperire cu tufișuri pe substraturi calcaroase (Festuco-Brometalia) (* situri importante pentru orhidee).
La baza desemnării sitului se află un număr nedeclarat de specii protejate.